# Vitvingad ibis
Vitvingad ibis (Lophotibis cristata) är en stor skogslevande fågel i familjen ibisar inom ordningen pelikanfåglar som enbart förekommer på Madagaskar.

## Utseende
Vitvingad är en stor ibis, mestadels rödaktig, med grönglänsande fjädrar på huvud och tofs, den senare försedd med en gul- eller vitaktig spets. Runt ögat syns röd bar hud och även benen är röda. Vingarna är vita och näbben blekgul. Det högljudda lätet som hörs nattetid beskrivs som ett knarrande "ank-ank-ank-ank-ank".

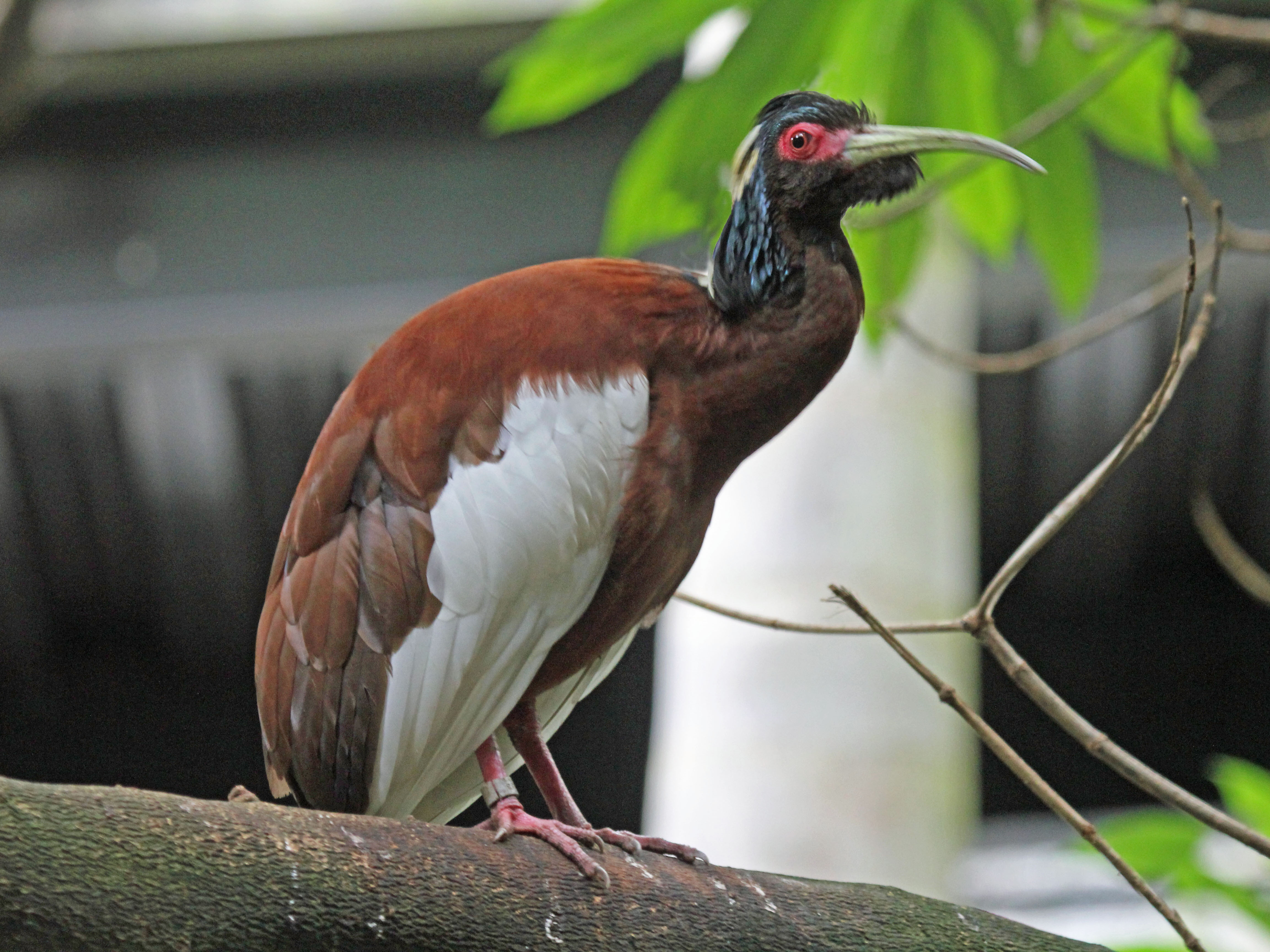

## Levnadssätt
Vitvingad ibis är en skogslevande fågel som hittas såväl i regnskog i norr och öster som torra skogar i söder och väster. Den verkar åtminstone i östra delen av utbredningsområdet kunna anpassa sig till miljöer påverkade av människan, så som vaniljodligar och oljepalmsplantage, men bara när dessa ligger intill mer ursprungliga skogar. Tillfälligt ses den även i mangroveträsk. Födan består av ryggradslösa djur och små ryggradsdjur som grodor och reptiler som den söker efter på marken.

### Häckning
Arten häckar i stora träd inne i skog, med start från början av regnperioden. Boet består av en stor plattform byggd av grenar som vanligen placeras i en trädklyka sju till 15 meter ovan mark. Den lägger vanligen tre, ibland två ägg.

## Utbredning och systematik
Vitvingad ibis placeras som enda art i släktet Lophotibis. Den delas in i två underarter:
- Lophotibis cristata cristata – förekommer i skogar på östra Madagaskar
- Lophotibis cristata urschi – förekommer i skogar på västra Madagaskar

## Status och hot
Vitvingad ibis har en världspopulation på endast 2 500–10 000 adulta individer. Den tros minska i antal i framtiden på grund av jakt och avskogning. Internationella naturvårdsunionen IUCN kategoriserar därför arten som sårbar.